# Oberliga Mittelrhein
La Oberliga Mittelrhein es una de las 14 ligas regionales de fútbol que forman parte de la Oberliga, la quinta división del fútbol alemán.

## Historia
Fue creada en el año 1956 y es la liga de fútbol amateur más importante de la regional de Rhine Central como la Verbandsliga Mittelrhein, hasta que en el 2008 cambiaron su nombre a Mittelrheinliga y en 2012 adoptaron su nombre actual.
Originalmente nació como una liga de tercera división hasta que en 1963 nace la Bundesliga y se convierte en liga de cuarta categoría. Todo este tiempo el campeón de la liga no lograba el ascenso directo, tenían que jugar una serie de playoff para ver si ascendía de categoría.
Al aparecer la Regionalliga en 1994, la liga baja un nivel más y pasó a ser de quinta división; y para el 2008 cuando nace la 3. Bundesliga pasa a ser de sexta división hasta que en la temporada 2012 se hizo una reorganización en las ligas regionales y la liga subió a quinta categoría pero con su nombre actual.

## Equipos Fundadores
Estos fueron los clubes que disputaron la primera temporada en 1956:
| - Rhenania Würeselen - SSV Troisdorf 05 - Rapid Köln - VfL Köln 99 - SV Habbelrath-Grefrath | - SG Eschweiler - SV Stolberg - Tura Hennef - SSG Bergisch Gladbach - Fortuna Köln | - FV Godesberg 08 - SV Merkstein - Viktoria Alsdorf - BC Kohlscheid - Tura Bonn |

## Ediciones anteriores
| Temporada | Club                  |
| 1956–57   | SV Stolberg           |
| 1957–58   | SSG Bergisch Gladbach |
| 1958–59   | Bonner FV             |
| 1959–60   | SV Baesweiler 09      |
| 1960–61   | SV Siegburg 04        |
| 1961–62   | Tura Bonn             |
| 1962–63   | SG Düren 99           |
| 1963–64   | SV Schlebusch         |
| 1964–65   | 1. FC Colonia II      |
| 1965–66   | SG Düren 99           |
| 1966–67   | 1. FC Colonia II      |
| 1967–68   | Bonner SC             |
| 1968–69   | SC Jülich 10          |
| 1969–70   | SC Jülich 10          |
| 1970–71   | SC Jülich 10          |
| 1971–72   | Bonner SC             |
| 1972–73   | SV Frechen 20         |
| 1973–74   | Bayer Leverkusen      |
| 1974–75   | Bayer Leverkusen      |
| 1975–76   | Bonner SC             |
| 1976–77   | 1. FC Colonia II      |
| 1977–78   | Viktoria Köln         |
| 1978–79   | Rhenania Richterich   |
| 1979–80   | SV Frechen 20         |
| 1980–81   | Bayer Leverkusen II   |

| Temporada | Club                    |
| 1981–82   | TuS Langerwehe          |
| 1982–83   | SG Düren 99             |
| 1983–84   | SV Siegburg 04          |
| 1984–85   | Bonner SC               |
| 1985–86   | TuS Lindlar             |
| 1986–87   | SC Jülich 10            |
| 1987–88   | SC Brück                |
| 1988–89   | Alemannia Aachen II     |
| 1989–90   | TuS Langerwehe          |
| 1990–91   | SC Brück                |
| 1991–92   | 1. FC Colonia II        |
| 1992–93   | Germania Teveren        |
| 1993–94   | TuS Langerwehe          |
| 1994–95   | VfL Rheinbach           |
| 1995–96   | SSG Bergisch Gladbach   |
| 1996–97   | Rhenania Würselen       |
| 1997–98   | SCB Preußen Köln        |
| 1998–99   | TSC Euskirchen          |
| 1999–2000 | Borussia Freialdenhoven |
| 2000–01   | Bonner SC               |
| 2001–02   | GFC Düren 09            |
| 2002–03   | PSI Yurdumspor Köln     |
| 2003–04   | Alemania Aachen II      |
| 2004–05   | FC Wegberg-Beeck        |
| 2005–06   | SSG Bergisch Gladbach   |

| Temporada | Club                  |
| 2006–07   | Germania Dattenfeld   |
| 2007–08   | VfL Leverkusen        |
| 2008–09   | SSG Bergisch Gladbach |
| 2009–10   | FC Wegberg-Beeck      |
| 2010–11   | FC Junkersdorf        |
| 2011–12   | FC Hennef 05          |
| 2012-13   | FC Hennef 05          |
| 2013-14   | FC Hennef 05          |
| 2014-15   | FC Wegberg-Beeck      |
| 2015-16   |                       |

Fuente:
- En 1966, el segundo lugar Bonner SC ascendió por sobre el SG Düren 99.
- En 1967, el segundo lugar Fortuna Köln ascendió porque el 1. FC Köln II era inelegible para ascender.
- En 1973, el segundo lugar Viktoria Köln ascendió por sebre el SV Frechen 20.
- En 2008, el segundo lugar Fortuna Köln ascendió porque al VfL Leverkusen le fue negado el permiso para jugar en la Regionalliga.
- FC Hennef 05 rechazó el ascenso en 2012 y 2013 pero aceptó en 2014.